# Karhijärvi (sjö i Satakunta)
Karhijärvi är en sjö i Finland. Den ligger i kommunen Björneborg i landskapet Satakunta, i den sydvästra delen av landet, 200 km nordväst om huvudstaden Helsingfors. Karhijärvi ligger 52,1 meter över havet. Den är 7,29 meter djup. Arean är 33,35 kvadratkilometer och strandlinjen är 74,99 kilometer lång. Sjön  ingår i Karvia å huvudavrinningsområde.   Den sträcker sig 9,0 kilometer i nord-sydlig riktning, och 13,7 kilometer i öst-västlig riktning.
I övrigt finns följande i Karhijärvi:
- Lammisaari (en ö)
- Savilevonsarva (en ö)
- Piponsaari (en ö)
- Piponsaarenkarit (en ö)
- Kaijankivet (en ö)
- Vitsapuskat (en ö)
- Rajasaari (en ö)
- Ruohostenkari (en ö)
- Kaksossaari (en ö)
- Kuhasaari (en ö)
- Latosaari (en ö)
- Harminsaari (en ö)
- Isosalo (en ö)
- Hansunkari (en ö)
- Kypäräsaari (en ö)
- Tervasaari (en ö)
- Onkisaari (en ö)
- Pikkukari (en ö)
- Isokari (en ö)
- Selkäsaari (en ö)
- Hääkari (en ö)
- Särkkä (en ö)
- Kölhiö (en ö)